# Chrysops dissimilis
Chrysops dissimilis är en tvåvingeart som beskrevs av Noelle M. Brennan 1935. Chrysops dissimilis ingår i släktet Chrysops och familjen bromsar. Inga underarter finns listade i Catalogue of Life.